# Цьох Йосип Терентійович

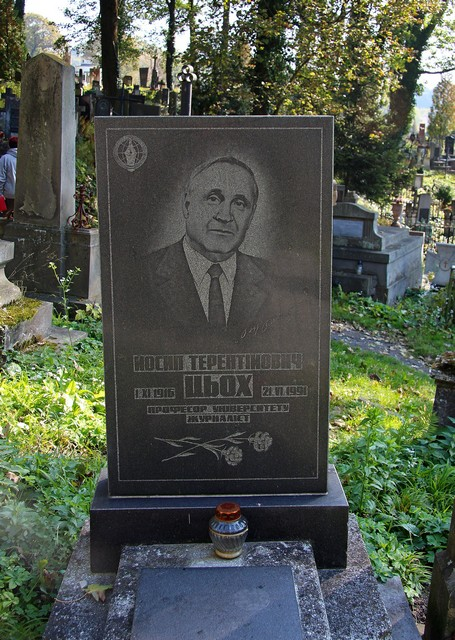

Йосип Терентійович Цьох (1 листопада 1916, Вернигородок — 21 червня 1991, Львів) — радянський історик, професор, доктор історичних наук, заслужений працівник вищої школи Української РСР.

## Біографія
Майбутній вчений-журналіст народився у багатодітній селянській родині, де вже зростало четверо дітей. Дитинство провів у селі. Ще з того часу був активістом у школі. Згодом Йосип закінчив Вінницький педагогічний інститут, викладав грамоту у сільській школі.
У 1938 році у віці 22 роки Йосип Цьох став головним редактором козятинської районної газети «Колективна праця». Під час мандрівок селами району Йосип навчився висвітлювати найцікавіші події того передвоєнного періоду.
Після початку Другої світової війни в липні 1941 року Йосип Цьох був евакуйований спершу до Краснодарського краю, а потім до Узбекистану, місто Каган. Там працював у школі та займався партійно-господарською роботою.
Після визволення Козятинщини повернувся на рідну землю. 3 січня 1944 року продовжував очолювати місцеву «районку». Згодом Йосипа Цьоха запросили на журналістську роботу до республіканської газети «Колгоспник України» кореспондентом у Чернігівській та Кіровоградській областях.
У 1950 році він закінчив навчання у Вищій партійній школі ЦК КПУ, куди потрапив за спрямуванням, і був призначений на посаду заступника редактора газети «Вільна праця», що на Львівщині. А згодом став директором обласного книжково-журнального видавництва «Вільна Україна». Разом з тим із 1954 року він зайнявся викладацькою діяльністю у Львівському державному університеті ім. І. Франка, друкувався в пресі й писав книги.
У 1959 році Йосип Цьох захистив кандидатську дисертацію, а за вісім років — докторську, й став професором. В університеті пройшов шлях від викладача до завідувача кафедри та декана журналістського факультету. Обирався секретарем партійного комітету ЛНУ імені Івана Франка.
21 червня 1991 року Йосип Терентійович Цьох помер і був похований на 51 полі Личаківського цвинтаря Львова.

## Праці
У творчій спадщині Йосипа Терентійовича — десятки монографій, понад п'ятсот наукових праць. Основні твори Йосипа Цьоха:
- Очерк розвитку правових досліджень в Українській РСР. — К.: Наукова думка, 1984. — 212 с.
- Шарварок в екзилі. — Львів: Каменяр, 1986. — 85 с. У цій книзі памфлетів і статей висміюється ідеологія українського націоналізму, а також антирадянська діяльність «уніатської» церкви.
- Канада зблизька. — Львів: Каменяр, 1988. — 88 с.

Література про Й. Т. Цьоха:
- Губарець В. Серце віддане боротьбі // Вінниц.правда. — 1980. — 5 грудня.
- Коваль Ю. Вдумливий дослідник, чуйний вихователь // Жовт. — 1986. — № 11. — С. 133.
- Кривко Я. Радянські історики — наші земляки // Жовтн. зорі. — 1973. — 29 травня.
- Тихенький О. Патріарх журналістики // Вісн. Козятинщ. — 2005. — 3 серпня.
- Шлеймович М. С. Цьох Йосип Терентійович // З-над Божої ріки. Літ. слов. Вінниччини / Укл. А. Подолинний. — Вінниця: РВП Континент-Прим, 1988. — С. 315.
- Цьох Йосип Терентійович // Рад. енцикл. істориків України. — К., 1972. — Т. 4. — С. 455.

## Нагороди
За свою плідну діяльність Йосип Цьох нагороджений орденом «Червоного Трудового Прапора». Окрім того, став лауреатом Республіканської премії ім. Ярослава Галана.